# Kreischeulen
Die Kreischeulen (Megascops) sind eine Gattung der Eigentlichen Eulen (Strigidae). Die Gattung enthält etwa 30 Arten, die früher in die Zwergohreulen (Otus) eingestellt wurden. Es handelt sich um kleine bis mittelgroße Eulen, die ausschließlich in Amerika vorkommen. Die meisten Kreischeulen sind ausschließlich nachtaktiv und jagen vor allem große Insekten und andere kleine Beutetiere.

## Arten
Die folgende Liste stellt die einzelnen Arten der Kreischeulen vor:
- Weißkehl-Kreischeule (Megascops albogularis)
- Megascops alagoensis[1]
- Ostkreischeule (Megascops asio)
- Kappenkreischeule (Megascops atricapillus)
- Tropfenkreischeule (Megascops barbarus)
- Tropenkreischeule (Megascops choliba)
- Nacktbein-Kreischeule (Megascops clarkii)
- Mangrovekreischeule (Megascops cooperi)
  - Oaxaca-Kreischeule (Megascops cooperi lambi)
- Rotgesicht-Kreischeule (Megascops guatemalae)
- Santa-Marta-Kreischeule (Megascops gilesi)
- Hoykreischeule (Megascops hoyi)
- Rostkreischeule (Megascops ingens)
  - Kolumbien-Kreischeule (Megascops ingens colombianus)
- Westkreischeule (Megascops kennicottii)
- Andenkreischeule (Megascops koepckeae)
- Nebelwald-Kreischeule (Megascops marshalli)
- Rio-Napo-Kreischeule (Megascops napensis)
- Zimtkreischeule (Megascops petersoni)
- Buschkreischeule (Megascops roboratus)
  - Tumbes-Kreischeule (Megascops roboratus pacificus)
- Roraima-Kreischeule (Megascops roraimae)
- Langohr-Kreischeule (Megascops sanctaecatarinae)
- Balsaskreischeule (Megascops seductus)
- Megascops stangiae[1]
- Fleckenkreischeule (Megascops trichopsis)
- Bänderkreischeule (Megascops vermiculatus)
- Watsonkreischeule (Megascops watsonii)
  - Usta-Kreischeule (Megascops watsonii usta)